# Utetheisa ornatrix
Écaille ornée
Espèce
Synonymes
- Phalaena ornatrix Linnaeus, 1758
- Utetheisa bella (Linnaeus, 1758)
- Deiopeia ornatrix var. stretchii Butler, 1877
- Deiopeia pura Butler, 1877
- Deiopeia ornatrix var. daphoena Dyar, 1914
- Deiopeia ornatrix var. butleri Dyar, 1914
- Phalaena Tinea bella Linnaeus, 1758
- Euprepia venusta Dalman, 1823
- Deiopeia speciosa Walker, 1854
- Deiopeia ornatrix var. hybrida Butler, 1877
- Deiopeia bella var. intermedia Butler, 1877
- Utetheisa bella var. terminalis Neumoegen & Dyar, 1893
- Utetheisa nova J.B.Smith, 1910

Utetheisa ornatrix, l’Écaille ornée, est un papillon de la sous-famille des Arctiinae. Il est de couleur aposématique allant du rose, rouge, orange et jaune au blanc avec des marques noires disposées selon des motifs variés sur ses ailes. Il a une envergure de 33 à 46 mm. Les papillons se rencontrent dans les régions tempérées du Midwest et de l’Est de l’Amérique du Nord, ainsi que dans tout le Mexique et d’autres régions d’Amérique centrale. Contrairement à la plupart des papillons nocturnes, l'écaille ornée est diurne. Autrefois, l'écaille ornée ou belle utetheisa de l'est tempéré de l'Amérique du Nord était séparée sous le nom d’Utetheisa bella. Elle est maintenant considérée comme appartenant à l'espèce Utetheisa ornatrix.
Les larves se nourrissent généralement d'espèces de Crotalaria, qui contiennent des composés alcaloïdes toxiques qui les rendent désagréables pour la plupart des prédateurs. Les larves peuvent s'attaquer à d'autres larves d'écaille ornée afin de compenser toute carence en alcaloïde.
L'écaille ornée démontre également des stratégies d'accouplement complexes et constitue donc un excellent modèle pour étudier la sélection sexuelle. Les femelles s'accouplent et reçoivent des spermatophores contenant du sperme, des nutriments et des composés alcaloïdes de nombreux mâles en guise de cadeaux nuptiaux. Les femelles choisissent les mâles en fonction de l'intensité d'une phéromone de parade nuptiale, l'hydroxydanaidal, et effectuent un processus de sélection des spermatozoïdes après la copulation avec différents mâles.

## Répartition
Utetheisa ornatrix se trouve du Sud-Est des États-Unis jusqu'en Amérique du Sud (Sud-Est du Brésil). Dans le Sud-Est des États-Unis, sa répartition s'étend du Connecticut vers l'ouest jusqu'au Sud-Est du Nebraska et vers le sud jusqu'au Sud du Nouveau-Mexique et de la Floride. Cette espèce est plus commune dans les régions plus tropicales de cette aire de répartition, en fonction de la disponibilité de sa plante hôte dans les régions plus méridionales. On le trouve également partout au Mexique, en Amérique du Sud et en Amérique centrale.

## Taxonomie
En 1758, Carl Linnaeus caractérise pour la première fois deux espèces du genre Phalaena. Phalaena ornatrix a été utilisé pour décrire les spécimens de papillons plus pâles, et Utetheisa bella a décrit les spécimens de papillons rose vif. En 1819, Hübner a déplacé ces espèces vers un nouveau genre, Utetheisa. Pendant près d'un siècle, il a été difficile de déterminer l'histoire évolutive de ce papillon car les chercheurs se concentraient sur les similitudes externes (couleur, forme, motifs, taille), plutôt que sur la détermination des caractéristiques spécifiques à l'espèce. Cela a conduit à une grande confusion lors de la tentative de catégorisation des différentes sous-espèces. En 1960, Forbes a combiné les deux espèces, Utetheisa ornatrix et Utetheisa bella, pour former l'espèce maintenant connue sous le nom d’Utetheisa ornatrix. Sa conclusion a également été soutenue par Pease Jr. qui, en 1966, a utilisé des analyses génétiques et a déterminé que toutes les différences phénotypiques étaient basées sur une variation interspécifique due à des différences géographiques (plutôt qu'une variation intraspécifique).

### Liste des sous-espèces
- Utetheisa ornatrix ornatrix
- Utetheisa ornatrix bella (Linnaeus, 1758)
- Utetheisa ornatrix saintcroixensis Pease, 1973

## Description

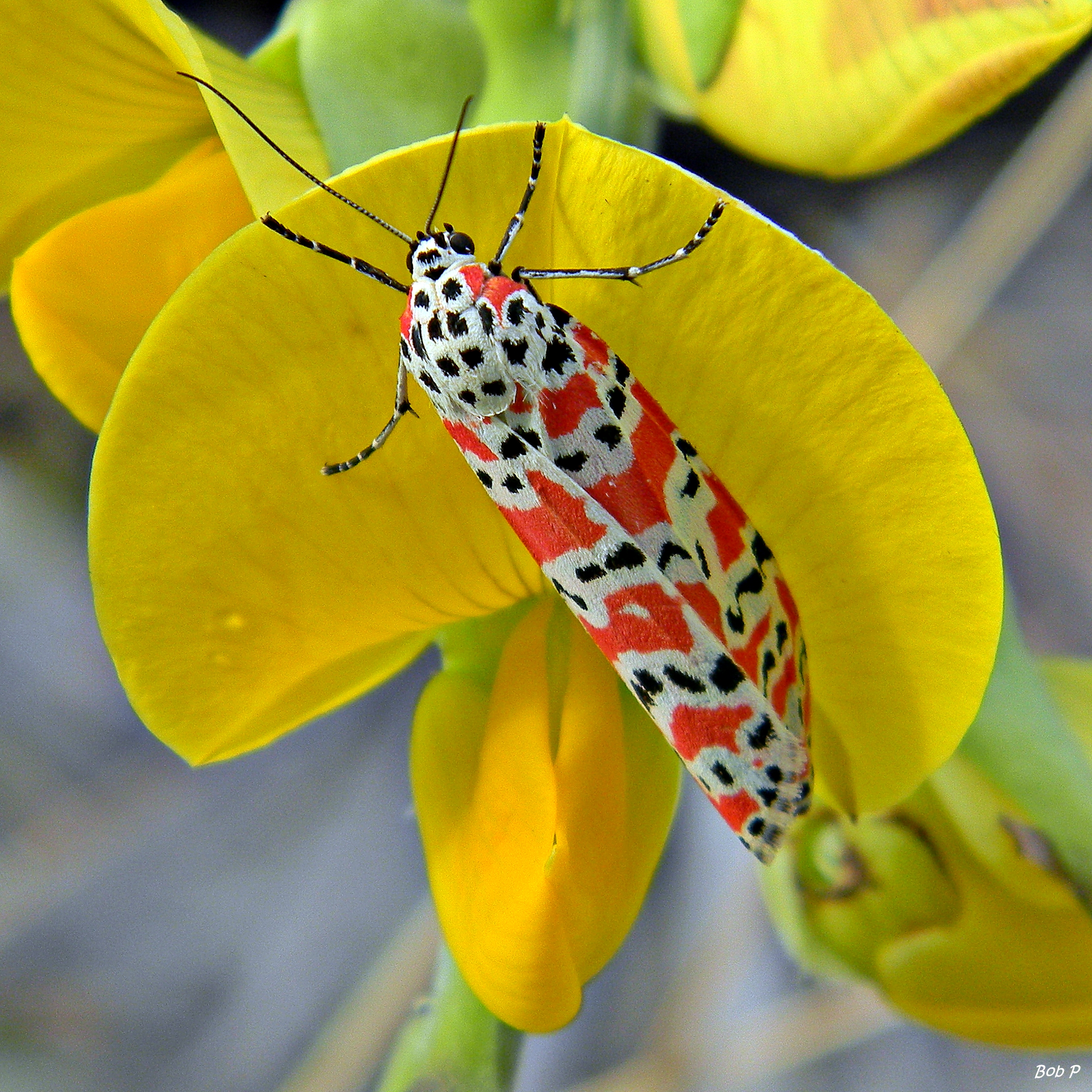
Sur fleur de Crotalaria sp.

### Œufs
Les œufs d’Utetheisa ornatrix sont de forme sphérique et leur couleur varie du blanc au jaune et parfois au brun.

### Larves
Les larves sont orange et brunes avec des bandes noires irrégulières sur chaque segment du corps. Les parties antérieure et postérieure des attaches noires sont également marquées de taches blanches distinctes. Les larves adultes atteignent 30 à 35 mm de longueur. Bien que la plupart des larves d'arctiidés aient des verrues, les larves d’Utetheisa ornatrix en sont dépourvues.

### Pupes
Les pupes sont pour la plupart noires marquées de bandes irrégulières orange et brunes. Habituellement, les pupes sont recouvertes d’une couche lâche de soie.

### Adulte
Ces papillons sont aposématiques et utilisent leur coloration vive pour avertir les prédateurs de leur caractère désagréable. La couleur de leurs ailes varie du jaune, rouge, rose et orange au blanc. Les ailes contiennent des bandes blanches contenant six bandes de points noirs irrégulièrement espacés. Les ailes postérieures peuvent être rose vif avec une bande noire marginale. Utetheisa ornatrix adulte a une envergure de 33 à 46 mm.

## Prédation

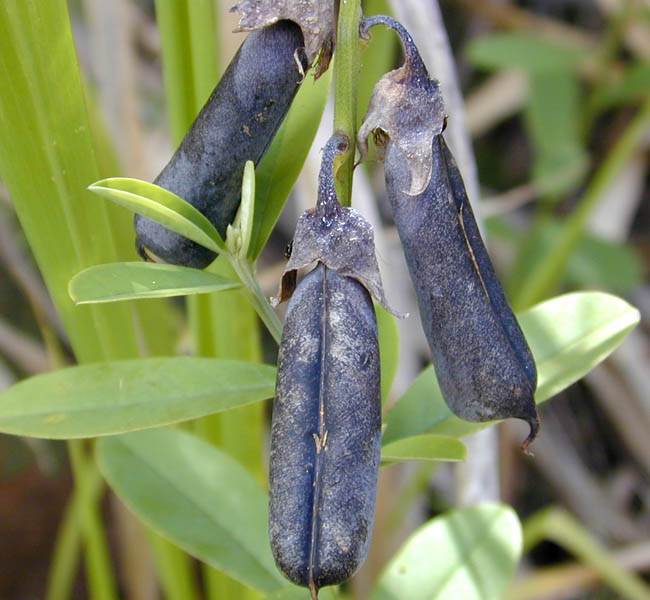
Gousses matures de Crotalaria retusa.

Au stade larvaire, les chenilles se nourrissent de légumineuses du genre Crotalaria. Ces plantes contiennent de grandes quantités de toxines, notamment des alcaloïdes pyrrolizidine (APs), que l'on retrouve en forte concentration dans les graines. Les chenilles de l'écaille ornée séquestrent ces toxines et les utilisent comme moyen de dissuasion pour les prédateurs. Lorsque l’adulte est dérangé, il sécrète depuis sa tête une mousse contenant les toxines, ce qui le rend désagréable pour les prédateurs. Étant donné que les APs constituent une ressource extrêmement précieuse, les larves individuelles entrent en compétition pour coloniser une gousse entière, une pochette allongée contenant des graines provenant de la plante alimentaire. Les larves qui sont incapables de s'approprier une gousse doivent obtenir les produits chimiques des feuilles, où ils se trouvent à des densités beaucoup plus faibles. Ces chenilles séquestrent de plus petites quantités d’APs et sont plus sensibles à la prédation.
Bien qu’il soit bénéfique de se nourrir de graines, les larves ne pénètrent pas dans les gousses immédiatement après leur éclosion. Au cours des premiers stades larvaires, les chenilles se nourrissent de feuilles et ce n'est qu'au deuxième ou troisième stade qu'elles pénètrent dans les gousses. Les avantages évolutifs de cette stratégie ne sont pas compris. Lorsque les chenilles se métamorphosent en papillons adultes, elles transportent avec elles les alcaloïdes qui continuent de les protéger pendant le stade adulte.
Les APs rendent l'écaille ornée désagréable pour bon nombre de ses ennemis naturels comme les araignées et les chauves-souris insectivores,. Les araignées qui capturent les larves ou les adultes de l'écaille ornée les relâchent peu de temps après, les laissant indemnes. En revanche, les individus de l'écaille ornée élevés avec un régime sans APs sont facilement la proie des araignées. De même, les chauves-souris qui attrapent des individus d'écaille ornée libèrent rapidement ces papillons désagréables sans leur faire de mal. Contrairement aux autres papillons des Arctiidae, l'écaille ornée ne possède pas de système d'aposématisme acoustique qui lui permettrait d'éviter complètement les chauves-souris. Les larves de l'écaille ornée et certains prédateurs comme la pie-grièche migratrice ne sont pas affectés négativement par les APs.
L'écaille ornée est capable de détoxifier les APs grâce à la possession du gène pyrrolizidine-alcaloïde-N-oxygénase. Il a été démontré expérimentalement que les larves d'écaille ornée régulent positivement l'expression de ce gène lorsque la quantité d'APs dans leur alimentation augmente. De plus, il a été démontré que les régimes riches en APs n’ont pas d’effet négatif sur la condition physique de ces papillons, mais affectent uniquement le temps de développement, qui augmente avec l’augmentation de la concentration en APs dans l’alimentation. Cependant, les chenilles avec des temps de développement plus longs atteignent des tailles de nymphes similaires à celles avec des temps de développement plus courts en raison d'un régime alimentaire contenant de plus petites quantités d'APs.

### Cannibalisme
À l'occasion, les chenilles de l'écaille ornée cannibalisent d'autres œufs, pupes ou larves de la même espèce. Les APs constituant une ressource limitée, certaines chenilles n’atteignent pas des niveaux optimaux et recourent au cannibalisme. Ce comportement est une conséquence d’une carence en APs plutôt que de la faim, puisque les déficits en alcaloïdes sont la principale cause de mortalité. Le cannibalisme des pupes est rare car les larves se nymphosent normalement loin de la plante où elles se nourrissent. Le cannibalisme des œufs est également rare car les œufs fournissent aux larves de très petites quantités d’APs et parce que les œufs d’une même grappe éclosent de manière synchrone. Les larves peuvent également se nourrir d’autres larves d'écaille ornée chargées d’alcaloïdes. Ceci est plus courant puisque se nourrir d’une seule larve suffit à compenser la carence en alcaloïdes de la chenille cannibale.

### Reconnaissance des parents
Les chenilles de l'écaille ornée peuvent avoir la capacité de reconnaître d'autres larves comme apparentées, car les larves sont moins susceptibles de s'immiscer dans les frères et sœurs que les non-frères et sœurs établis dans les gousses.

## Accouplement
Les écailles ornée des deux sexes utilisent des stratégies de reproduction très complexes, ce qui fait de cette espèce un excellent modèle pour étudier la sélection sexuelle. Les femelles qui s'accouplent multiplient au cours de leur durée de vie trois à quatre semainesen tant qu'adultes. Elles s'accouplent avec en moyenne trois à quatre mâles, chacun d'eux lui offrant un cadeau nuptial, un spermatophore contenant du sperme, des nutriments et des alcaloïdes. Les mâles adultes investissent jusqu'à 11 % de leur masse corporelle pour créer un spermatophore qu'ils fournissent à la femelle lors de l'accouplement. Les nutriments apportés par le spermatophore permettent à la femelle de produire en moyenne 32 œufs supplémentaires.

### Système d'accouplement
L'écailles ornée présente un système d'accouplement polyandre, dans lequel les femelles s'accouplent avec plusieurs mâles. En moyenne, les femelles s'accouplent avec quatre à cinq mâles au cours de leur vie de trois à quatre semaines, mais peuvent s'accoupler et recevoir jusqu'à treize spermatophores. Étant donné que les spermatophores contiennent des cadeaux nuptiaux d'alcaloïde pyrrolizidine (AP) et de nutriments, les accouplements multiples aident la femelle à améliorer la forme physique de sa progéniture. De plus, les accouplements multiples profitent également directement à la femelle. Étant donné que les spermatophores sont de grande taille et peuvent être digérés par la femelle, les accouplements multiples permettent aux femelles d'accumuler les ressources nécessaires pour construire des œufs supplémentaires. Cela équivaut à une augmentation de 15 % de la production d’œufs. De plus, les accouplements multiples entraînent une transmission accrue de dons alcaloïdes aux œufs. Toutefois, cela ne signifie pas qu’il existe une répartition séparée de ces cadeaux. Au lieu de cela, l'AP obtenu à partir de plusieurs mâles est réparti en mélange, de sorte que les œufs ont tendance à provenir de plus d'une source mâle. En revanche, la plupart des spermatozoïdes utilisés pour féconder les ovules proviennent normalement d’un seul mâle.

### Cour
La cour commence au crépuscule. Les femelles stationnaires libèrent une phéromone sexuelle qui attire les mâles. Elles émettent ces produits chimiques par impulsions courtes pour fournir des signaux d'orientation à courte portée aux papillons mâles lorsqu'ils recherchent les femelles. Lorsqu'un mâle atteint une femelle, il vole autour d'elle et pousse deux touffes d'écailles particulières de ses coremata, deux structures sphériques jaunes situées près des organes génitaux du mâle,. Ce faisant, le mâle émet une odeur spécifique de ses coremata qui est attribuée à une phéromone, l'hydroxydanaidal. Après avoir reçu l'odeur, la femelle procède à l'accouplement.
La copulation dure jusqu'à 12 heures. Il faut environ deux heures au mâle pour transférer le spermatophore contenant tout le sperme et les nutriments qu'il va offrir à la femelle. Les heures restantes de copulation sont exclusivement utilisées pour le transfert d'alcaloïdes. Ces alcaloïdes se répartissent uniformément autour du corps de la femelle, même au niveau des ailes, et lui offrent une grande protection car ils la rendent désagréable pour la plupart des prédateurs. Finalement, la femelle alloue environ un tiers des alcaloïdes qu'elle reçoit à ses ovaires, où ils seront utilisés pour conférer une protection aux œufs.

### Chœur de phéromones féminines
Le comportement d'accouplement du papillon Bella est exceptionnel dans la mesure où les femelles rivalisent avec d'autres femelles pour obtenir plus de mâles, par opposition aux mâles en compétition avec les mâles. Comme chez de nombreuses autres espèces de papillons nocturnes, les femelles libèrent des phéromones sexuelles que les mâles peuvent détecter sur de longues distances. Cependant, chez la plupart des espèces, les femelles n’interagissent pas entre elles lors de la libération de phéromones. Les écailles ornée femelles sont uniques dans le sens où les femelles de la même famille se livrent souvent à une libération collective de phéromones appelée « chœur de phéromones féminines ».
Ce phénomène est une conséquence d’un sex-ratio opérationnel biaisé en faveur des femmes. Cela signifie qu’à un moment donné, il y a plus de femelles que de mâles qui cherchent à copuler. Cela se produit parce que les mâles perdent jusqu'à 11 % de leur masse corporelle pendant l'accouplement et qu'une fois l'accouplement terminé, ils ont besoin de temps pour séquestrer les ressources qui leur permettront de livrer un spermatophore à la prochaine femelle avec laquelle ils s'accoupleront. Au contraire, les femelles n’ont pas besoin de temps pour préparer leur prochaine copulation. En raison des taux d'accouplement inégaux, les mâles deviennent précieux pour les femelles et la compétition entre femelles augmente considérablement en conséquence.
S'engager dans des chœurs de phéromones permet aux femelles d'augmenter l'attractivité des parents génétiques et d'augmenter leur valeur sélective indirecte. Les femelles peuvent également, mais moins fréquemment, participer à des chœurs de femelles avec des femelles non apparentées. Il a été suggéré que le chœur est toujours bénéfique dans ces circonstances, car la coopération pour la libération de phéromones peut augmenter l'attractivité de l'ensemble du groupe et améliorer la valeur sélective individuelle de chaque papillon. Il a été démontré expérimentalement que lorsque les femelles détectent d’autres phéromones féminines, elles augmentent le taux de libération des phéromones et appellent pendant des périodes plus longues. De telles observations confortent l’hypothèse selon laquelle les femelles coopèrent entre elles pour augmenter le succès de l’accouplement.

## Sélection sexuelle

### Précopulatoire
Bien que la plupart des papillons femelles s'accouplent, de très rares cas de paternités mixtes se produisent. En fait, la plupart des descendants d’une même couvée sont engendrés exclusivement par un seul mâle. Les femelles de cette espèce ne sélectionnent pas en fonction de l'âge, de l'ordre d'accouplement, de l'intervalle entre les accouplements ou de la durée de la copulation. Au lieu de cela, la femelle Utetheisa ornatix démontre un choix féminin dans la sélection du partenaire qui dépend de la taille du corps, du contenu systémique en alcaloïde défensif de pyrrolizidine et du contenu glandulaire de la phéromone de parade nuptiale hydroxydanaidal. La sélection de ces mâles offre aux femelles de multiples avantages, tels que l'obtention de paquets de sperme contenant des alcaloïdes pyrrolizidine plus défensifs, ce qui se traduit par une progéniture plus grande. La progéniture engendrée par des mâles plus gros est généralement moins vulnérable à la prédation en raison de sa teneur plus élevée en alcaloïdes, ce qui permet à la progéniture d'avoir une viabilité et une valeur sélective plus élevées.
Les mâles plus grands avec la plus forte teneur en alcaloïdes se distinguent par une odeur phéromonale spécifique qui prédit la teneur en alcaloïdes : l'hydroxydanaidal (HD). Il existe une relation entre la taille du mâle, le type de nourriture dont les mâles se nourrissent en tant que larves et la composition de ses spermatophores. Par exemple, les mâles qui se nourrissent à l’intérieur d’une gousse plutôt que sur des feuilles produisent des niveaux plus élevés de HD. De plus, ces mâles ont un poids adulte plus élevé et des charges systémiques plus élevées en AP, le précurseur métabolique de la HD. En sélectionnant des mâles riches en HD, la femelle garantit la réception d'un important don d'alcaloïdes (bénéfice phénotypique) et de gènes codant pour une grande taille (bénéfice génétique).
La préférence d'accouplement de la femelle est héritée paternellement puisque le ou les gènes de préférence se trouvent principalement ou exclusivement sur le chromosome sexuel Z. Le trait masculin préféré et la préférence féminine pour ce trait sont fortement corrélés ; les femmes dont le père est plus grand ont une préférence plus forte pour les mâles plus grands.

### Postcopulatoire
Après avoir copulé avec plusieurs mâles, les spermatozoïdes rivaux portés par une femelle ne rivalisent pas directement pour accéder aux œufs. Les femelles dirigent un processus sélectif postcopulatoire dans lequel elles choisissent le sperme mâle en fonction de l'intensité de la phéromone de parade nuptiale libérée avant la copulation, l'hydroxydanaidal (HD). L'intensité de ce signal est directement proportionnelle à la quantité d'alcaloïdes séquestrés par le papillon au cours des stades larvaires. En conséquence, cette phéromone est un indicateur indirect du succès du développement larvaire et déterminera finalement quels spermatozoïdes seront transmis à la progéniture. Une fois qu'elles ont sélectionné un mâle, les femelles utilisent leur musculature pour canaliser les spermatozoïdes sélectionnés à travers les chambres et les constructions de leur système reproducteur jusqu'à leurs ovules.

## Investissement parental
Les œufs de l'écaille ornée contiennent des alcaloïdes pyrrolizidine (APs) que la mère délivre. L'alcaloïde est stocké pendant les stades larvaires et retenu jusqu'à la métamorphose, protégeant ainsi les larves et les adultes des prédateurs. Les papillons femelles reçoivent des alcaloïdes des mâles au moment de l'accouplement dans le cadre du spermatophore. Bien que la contribution du mâle en APs soit inférieure à celle de la femelle, elle contribue néanmoins de manière significative à la protection des œufs.

### Spermatophore
Le spermatophore que les mâles donnent aux femelles lors de l'accouplement contient du sperme, des nutriments et des alcaloïdes pyrrolizidine (AP) et représente jusqu'à 11 % de la masse corporelle du mâle. L’AP joue un rôle important dans la prévention de la prédation chez Utetheisa ornatrix car il est toxique pour la plupart des organismes. Les mâles transmettent l'AP aux femelles via un paquet de sperme ; les femelles donnent ensuite ce cadeau d'accouplement aux œufs, ainsi que leur propre supplément alcaloïde et sont utilisées pour protéger la progéniture de la prédation. De plus, les femelles bénéficient également personnellement de ce don en termes de protection et de nutrition. Après l'accouplement avec un mâle riche en AP, le AP reçu est rapidement alloué à toutes les parties du corps. En conséquence, les femelles deviennent et restent des proies inacceptables pour de nombreux organismes tels que les araignées. Un autre problème auquel les femelles sont confrontées est le risque de subir un déficit d’AP en raison de la grande quantité d’œufs qu’elles pondent. Les spermatophores sont un moyen pour les femelles de compenser cette perte d'AP.

## Plantes hôtes

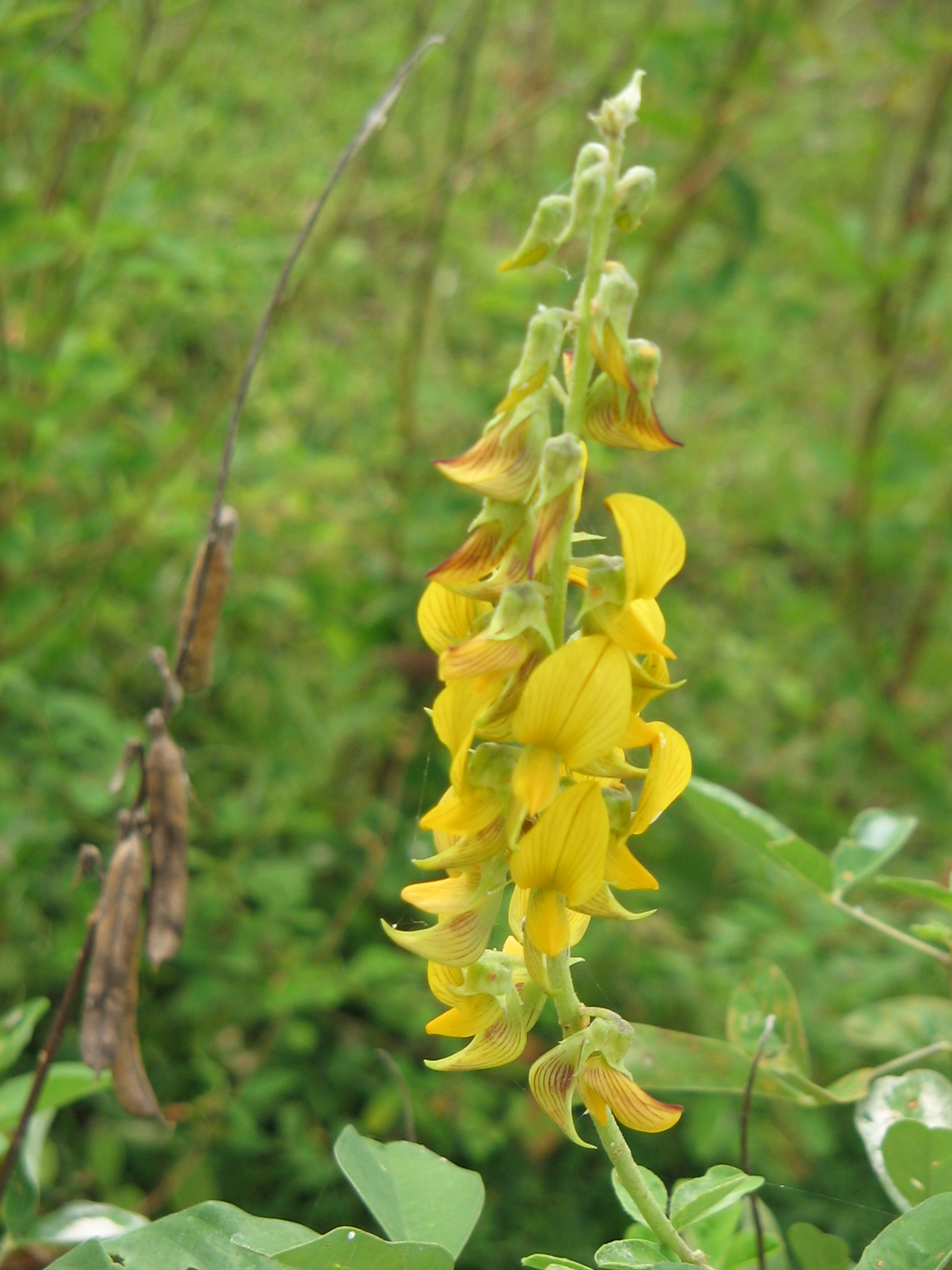
Crotalaria pallida

Les plantes du genre Crotalaria sont les principaux hôtes d’Utetheisa ornatrix, bien qu'une variété de plantes de la famille des Fabaceae aient également été citées dans la littérature. Le mot Crotalaria vient de la racine grecque « crotal », qui signifie « un hochet » et est caractéristique des gousses trouvées sur ces plantes. Les plantes hôtes de Crotalaria contiennent des alcaloïdes pyrrolizidine, qui sont utilisés par Utetheisa ornatrix pour repousser les prédateurs. Les plantes hôtes spécifiques utilisées comprennent :
- Crotalaria avonensis
- Crotalaria rotundifolia
- Crotalaria lanceolata
- Crotalaria pallida
- Crotalaria spectabilis
- Crotalaria retusa[2]

## Alcaloïdes pyrrolizidine et humains
Les alcaloïdes pyrrolizidine (AP) sont les toxines que l'écaille ornée est capable d'ingérer et d'utiliser pour se protéger des prédateurs. On sait qu’ils sont les principales toxines présentes dans les plantes qui peuvent provoquer des maladies chez les humains et d’autres animaux. Les voies d'exposition humaine signalées comprennent la contamination des cultures, la contamination du lait et du miel et certaines plantes médicinales traditionnelles. Une fois ingérés, les alcaloïdes affectent principalement le foie et les poumons. L'empoisonnement humain peut provoquer une maladie veino-occlusive et une tératogénicité.